# NGC 743
NGC 743 (również OCL 343) – gromada otwarta znajdująca się w gwiazdozbiorze Kasjopei. Odkrył ją John Herschel 29 września 1829 roku. Jest położona w odległości ok. 5,3 tys. lat świetlnych od Słońca.